# Hi Bye, Mama!
Hi Bye, Mama! este un film serial sud-coreean din anul 2020 produs de postul tvN.

## Distribuție
- Kim Tae-hee - Cha Yu-ri
- Lee Kyu-hyung - Cho Gang-hwa
- Go Bo-gyeol - Oh Min-jung